# Stanislav Lašček
Stanislav Lašček (* 17. Januar 1986 in Martin, Tschechoslowakei) ist ein slowakischer Eishockeyspieler, der seit 2022 erneut bei den Invicta Dynamos in der National Ice Hockey League unter Vertrag steht.

## Karriere
Stanislav Lašček begann seine Karriere als Eishockeyspieler in der Nachwuchsabteilung des HKm Zvolen, für dessen Profimannschaft er in der Saison 2002/03 sein Debüt in der Extraliga gab. Bei seinem einzigen Saisonersatz blieb er ohne Scorerpunkt und erhielt zwei Strafminuten. Anschließend spielte der Flügelspieler drei Jahre lang für die Saguenéens de Chicoutimi, die ihn beim CHL Import Draft 2003 an insgesamt zehnter Position gezogen hatten, in der kanadischen Juniorenliga LHJMQ. 2006 wurde er in das Second All-Star-Team der Liga gewählt. In diesem Zeitraum wurde er im NHL Entry Draft 2005 in der fünften Runde als insgesamt 133. Spieler von den Tampa Bay Lightning ausgewählt, für die er allerdings nie spielte. Stattdessen lief der Linksschütze von 2006 bis 2008 für die Springfield Falcons und Norfolk Admirals in der American Hockey League, sowie die Johnstown Chiefs und Mississippi Sea Wolves in der ECHL auf.
Für die Saison 2008/09 unterschrieb Lašček beim MHC Martin aus seiner slowakischen Heimatstadt. In neun Spielen erzielte er drei Tore für den Verein und bereitete weitere drei Tore vor. In der folgenden Spielzeit stand der ehemalige Junioren-Nationalspieler für CIMT de Rivière-du-Loup in der Ligue Nord-Américaine de Hockey aus der kanadischen Provinz Québec auf dem Eis. Zur Saison 2010/11 erhielt er schließlich einen Vertrag beim Hockey Club de Cergy-Pontoise in der Division 1, der zweiten französischen Spielklasse. Dort war er als Assistenzkapitän tätig und beendete die Spielzeit mit 47 Punkten in 25 Begegnungen als bester Scorer des Teams. Im Juni 2011 erhielt der Slowake einen Kontrakt beim Gap Hockey Club aus der Ligue Magnus. Dort absolvierte er jedoch nur zwölf Spiele und kehrte daraufhin bereits nach einem Jahr in die Division 1 zurück. 2013 wechselte er nach England, wo er – abgesehen von zwei kurzen Abstechern nach Deutschland und Schweden – seither spielt. In England wurde er 2014 in das Second All-Star-Team der English Premier Ice Hockey League und 2019 in das Second All-Star-Team der Nordstaffel der Division 1 der National Ice Hockey League gewählt. 2018 gewann er mit Sutton Sting die Nordstaffel der Division 2 der National Ice Hockey League, 2021 mit den Sheffield Steeldogs den Pokalwettbewerb der gesamten National Ice Hockey League und 2023 mit den Invicta Dynamos den Pokalwettbewerb der Südstaffel der Division 1 der National Ice Hockey League.

### International
Für die Slowakei nahm Lašček an den U20-Junioren-Weltmeisterschaften 2005 und 2006 teil.

## Erfolge und Auszeichnungen
- 2006 Second All-Star-Team der Ligue de hockey junior majeur du Québec
- 2014 Second All-Star-Team der English Premier Ice Hockey League
- 2018 Meister der Nordstaffel der Division 2 der National Ice Hockey League und Aufstieg in die Division 1 mit Sutton Sting
- 2019 Second All-Star-Team der Nordstaffel der Division 1 der National Ice Hockey League
- 2021 Gewinn des Pokalwettbewerb der National Ice Hockey League mit den Sheffield Steeldogs
- 2023 Gewinn des Pokalwettbewerb der Südstaffel der Division 1 der National Ice Hockey League mit den Invicta Dynamos

## Statistik
(Stand: Ende der Saison 2010/11)